# Independiente Santa Fe
Club Independiente Santa Fe S.A. – kolumbijski klub piłkarski z siedzibą w stołecznym mieście Bogota. Występuje w rozgrywkach Categoría Primera A. Domowe mecze rozgrywa na obiekcie Estadio Nemesio Camacho (El Campín).

## Osiągnięcia

### Krajowe
- Categoría Primera A

| zwycięstwo (9):     | 1948, 1958, 1960, 1966, 1971, 1975, 2012 (A), 2014 (F), 2016 (F) |
| drugie miejsce (5): | 1963, 1979, 2005 (A), 2013 (A), 2017 (F)                         |

- Copa Colombia

| zwycięstwo (2):     | 1989, 2009       |
| drugie miejsce (3): | 1951, 2014, 2015 |

- Superliga Colombiana

| zwycięstwo (3):     | 2013, 2015, 2017 |
| drugie miejsce (0): | –                |

### Międzynarodowe
- Copa Sudamericana

| zwycięstwo (1):     | 2015 |
| drugie miejsce (0): | –    |

- Copa CONMEBOL

| zwycięstwo (0):     | –    |
| drugie miejsce (1): | 1996 |

- Copa Merconorte

| zwycięstwo (0):     | –    |
| drugie miejsce (1): | 1999 |

- Recopa Sudamericana

| zwycięstwo (0):     | –    |
| drugie miejsce (1): | 2016 |

- Copa Suruga Bank

| zwycięstwo (1):     | 2016 |
| drugie miejsce (0): | –    |

## Historia
Pomimo że klub założony został 28 lutego 1941, działalność rozpoczął z dniem 23 marca 1941. Źródłem jego istnienia był kampus szkoły Gimnasio Moderno, jednej z najważniejszych szkół w Bogocie. Independiente Santa zdobył swój pierwszy tytuł mistrza w 1948, stając się tym samym pierwszym mistrzem w historii Kolumbii. Następne tytuły mistrza klub zdobył w latach 1958, 1960, 1966, 1971 oraz 1975.
Independiente ma za sobą udział w wielu międzynarodowych turniejach, jak Copa Libertadores, Copa Merconorte i Copa CONMEBOL. W roku 2005 klub zakwalifikował się do Copa Libertadores w roku 2006. W turnieju zajął w grupie pierwsze miejsce (wyprzedzając Estudiantes La Plata). Dnia 26 kwietnia 2006 Chivas de Guadalajara pokonał zespół w Guadalajarze 3:0. Szanse na odrobienie strat uważano za niewielkie. Jednak w Bogocie zabrakło kilku minut na wyrównanie stanu – Indpendiente wygrało 3:1.

## Skład w 2022
Stan na 1 września 2022.
| Nr | Poz. | Piłkarz             |
| -- | ---- | ------------------- |
| 2  | OB   | Alejandro Gutiérrez |
| 3  | OB   | José Aja            |
| 4  | OB   | Edwin Herrera       |
| 6  | PO   | Carlos Sánchez      |
| 7  | PO   | Neyder Moreno       |
| 8  | PO   | Jonathan Barboza    |
| 10 | PO   | Carlos Lizarazo     |
| 12 | BR   | Juan Espitia        |
| 13 | PO   | Juan Aristizábal    |
| 14 | PO   | Ober Almanza        |
| 15 | NA   | Jeferson Rivas      |
| 16 | PO   | Dylan Prieto        |
| 17 | NA   | Wilfrido de la Rosa |

| Nr | Poz. | Piłkarz                       |
| -- | ---- | ----------------------------- |
| 18 | OB   | Jonathan Herrera              |
| 19 | NA   | Wilson Morelo                 |
| 20 | PO   | Harold Rivera                 |
| 22 | BR   | Leandro Castellanos (kapitan) |
| 23 | OB   | Carlos Moreno                 |
| 24 | PO   | Jersson González              |
| 25 | OB   | Alejandro Moralez             |
| 27 | NA   | Andrey Estupiñán              |
| 28 | OB   | Kevin Mantilla                |
| 29 | PO   | José Enamorado                |
| 30 | OB   | Dairon Mosquera               |
| 31 | PO   | Johan Torres                  |
| 32 | NA   | Daniel García                 |

## Kibice
W roku 2005 główny związek kibiców, LGARS (La Guardia Albirroja Sur), z pomocą firmy Samsung, głównego sponsora klubu oraz administracji klubu, stworzyli wspólnie największą na świecie flagę piłkarską. Flaga nazwana Lienzo de Fe (Płótno Wiary), ma 350 metrów długości i 38 metrów szerokości i pokrywa cały południowy koniec stadionu El Campín, gdzie kibice drużyny zasiadają podczas jej domowych meczów. Flaga pokazywana jest na każdym meczu, który klub rozgrywa u siebie.